# Kildekritik (tværfaglig)
 For alternative betydninger, se Kildekritik. (Se også artikler, som begynder med Kildekritik)
Kildekritik er i Skandinavien især kendt som et historisk begreb og en historisk (undervisnings)disciplin (men i USA især knyttet til Bibelstudier, jfr. den engelsksprogede Wikipedia-artikel). Mange andre fag, måske alle fag, arbejder imidlertid også med informationskilder og med disses troværdighed og selektion. Wikipedias danske artikel om kildekritik omfatter den specifikt faghistoriske del, hvorfor den herværende artikel belyser emnet generelt og tværfagligt. 

## Begreber
Begrebet kilde er en metafor fra kilde (vand), der betegner oprindelsen til bestemte oplysninger, dvs. der er tale om informationskilder. Disse kan være dokumenter, personer, ting, observationer og hvad som helst, der kan anvendes som svar på et spørgsmål. Udforskningen af informationskilder kan foretages under mange betegnelser, herunder fx:
- Informationskvalitet
- Kilders pålidelighed
- Kognitiv autoritet
- Kritisk tænkning
- Kvalitetsnormer i videnskab
- Medietroværdighed

## Områder, der bidrager til kildekritik

### Epistemologi som kildekritisk teori
Det mest almene teoretiske niveau er epistemologi. Empirisme vurderer kilder på i hvilken udstrækning de bygger på observationer (eller andre former for sansning). Rationalisme vurderer kilder på i hvilken udstrækning begreber er veldefinerede og klare og i hvilken udstrækning viden er systematisk. Historicisme vurderer kilder på i hvilken udstrækning de reflekterer den kontekst og historie, i hvilke de er blevet skabt og fået deres betydninger. Pragmatisme vurderer kilder på i hvilke interesser de tjener. 

### Statistik og metodelære som kildekritisk teori
I samfundsvidenskaberne undervises studerende i forskningsmetoder, fx sociologisk metode og statistiske metoder. Disse metoder er beregnet til at producere viden, ikke til at evaluere viden. Men de kan naturligvis vendes om. Bogen Evaluating Information (Katzer, Cook & Crouch, 1998) en en bog om metoder, der er skrevet med henblik på at brugerne af samfundsvidenskabelig forskning kan evaluere hvilke artikler m.v., der er troværdige (altså en form for kildekritik i udvidet betydning).

### Editionsfilologi
Læren om den kritiske etablering af en tekst med eventuelle varianter samt om kommentering og elektronisk udgivelse, (videnskabelig udgave). At forstå og gøre tekster forståelige som historiske udsagn har altid været et filologisk grundproblem. Tidligere talte man gerne om tekstkritik, der kun omfattede den kritiske etablering af tekster.

### Psykologi
Et af de psykologiske forskningsområder, der er af kildekritisk interesse er vidnepsykologien, der beskæftiger sig med, hvor detaljeret og korrekt vi registrerer det, der sker, hvor godt vi senere kan huske det, vi observerede, hvad der får os til at glemme og huske forkert. Se fx bogen Vidnepsykologi : pålidelighed og troværdighed i dagligliv og retssal (Svein Magnussen, Klim, 2009).

### Biblioteks- og informationsvidenskab
Biblioteks- og informationsvidenskab beskæftiger sig bl.a. med selektion af fag- og skønlitteratur, med kriterier for kvalitet, med kanon-begrebet og peer-review-processen og med citationer som udtryk for kvalitet, herunder den såkaldte Journal Impact Factor (JIF).

## Kildekritik i forskellige domæner

### Kildekritik af Internetressourcer
Der er i dag en stor interesse for kritisk vurdering af Internettets ressourcer, fx Wikipedia (fx Chesney, 2006) og Leth & Thurén (2000).

### Retskildelære
Indenfor jura er retskildelæren en central del af den juridiske metode. Dette er teori om, hvordan retskilderne skal evalueres: hvilke kilder der er de vigtigste, fx loven selv, retsafgørelser (højesteretsafgørelser har højst værdi), juridisk forskning osv.
Jf. Evald & Schaumburg-Müller (2004), Nielsen (1999). 

### Kildekritik i medicin
Indenfor medicin er der en stærk strømning, der hedder "evidensbaseret medicin" (EBM). Her er udviklet meget eksplicitte kriterier for, hvordan medicinsk forskning skal evalueres. Man kan derfor sige at EMB repræsenterer en medicinsk kildekritisk teori og praksis. 